# Meux
Meux là một xã ở tỉnh Charente-Maritime thuộc vùng Nouvelle-Aquitaine tây nam nước Pháp.

## Dân số
| Năm  | Dân số | Density | Percent of the canton |
| ---- | ------ | ------- | --------------------- |
| 1962 | 252    | -       | -                     |
| 1968 | 264    | -       | -                     |
| 1975 | 255    | -       | -                     |
| 1982 | 274    | -       | -                     |
| 1990 | 310    | -       | -                     |
| 1999 | 307    | 37/km²  | 3.07%                 |

- Communes of the Charente-Maritime département